# Півароотсі
Пі́вароотсі (ест. Pivarootsi küla) — село в Естонії, у волості Ганіла повіту Ляенемаа.

## Населення
Чисельність населення на 31 грудня 2011 року становила 13 осіб.